# Alessandro Trivulzio
Alessandro Trivulzio, Ve marquis de Sesto Ulteriano, né le 19 mars 1773 à Milan et mort le 5 mars 1805 à Paris, est un noble, général et homme politique italien.

## Biographie
Il était le fils de Giorgio Teodoro Trivulzio, IV, marquis de Sesto Ulteriano et son épouse, la noble dame Maria Cristina Cicogna Mozzoni.
Allessandro Trivulzion a grandi dans un environnement familial favorable à l'Empire autrichien, avant de commencer une carrière militaire. Mais lors de l'invasion des troupes françaises en Italie en 1796, il se rallie avec enthousiasme aux idéaux républicains de la France. Dans cette même année 1796, il fut nommé par Napoléon Bonaparte comme commandant de la Garde Nationale de Milan, avec la charge de la sécurité de la ville. 
En 1801, il est nommé au grade de général de brigade dans l'armée française, puis inspecteur général. En 1802, il a été choisi en tant que membre de la Consulte de Lyon et, la même année, à la mort de son père, il lui succède avec le titre de 5e marquis de Sesto Ulteriano. A la proclamation de la République italienne napoléonienne, il est devenu ministre de la guerre, et collabore étroitement avec le vice-président Francesco Melzi d'Eril. Il est remplacé comme ministre de la guerre par le général de division Domenico Pino, le 13 août 1804.
Il est enfin nommé commandant général des corps de volontaires italiens, qui sont envoyés pour se battre en France. C'est pour cette raison qu'il s'installe à Paris pour mieux y coordonner les opérations. Promu au grade de général de division en 1805, il a obtenu la plaque de grand officier de la Légion d'honneur.
Il meurt à Paris en 1805.
Alessandro épouse en 1799 Giovanna Majer, dont il est resté veuf l'année suivante. N'ayant pas eu d'enfants et ne s'étant pas remarié; lors de sa mort soudaine, son frère, Gian Giacomo lui succède comme son héritier universel.

## Distinctions
- Grand officier de la Légion d'honneur

## Arbre généalogique
| Alessandro Trivulzio, V marquis de Sesto Ulteriano | Père: Giorgio Teodoro Trivulzio, IV, marquis de Sesto Ulteriano | Grand-père paternel: Alessandro Teodoro Trivulzio, III, marquis de Sesto Ulteriano                | Arrière-grand-père paternel: Giorgio Teodoro Trivulzio, II, marquis de Sesto Ulteriano             | Arrière-arrière-grand-père paternel: Alessandro Teodoro Trivulzio, marquis de Sesto Ulteriano                   |
| Alessandro Trivulzio, V marquis de Sesto Ulteriano | Père: Giorgio Teodoro Trivulzio, IV, marquis de Sesto Ulteriano | Grand-père paternel: Alessandro Teodoro Trivulzio, III, marquis de Sesto Ulteriano                | Arrière-grand-père paternel: Giorgio Teodoro Trivulzio, II, marquis de Sesto Ulteriano             | Arrière-arrière-grand-mère paternelle: Brigida Maria Secco d'Aragona                                            |
| Alessandro Trivulzio, V marquis de Sesto Ulteriano | Père: Giorgio Teodoro Trivulzio, IV, marquis de Sesto Ulteriano | Grand-père paternel: Alessandro Teodoro Trivulzio, III, marquis de Sesto Ulteriano                | Arrière-grand-mère paternelle: Elena Arese                                                         | Arrière-arrière-grand-père paternel: Marco Arese                                                                |
| Alessandro Trivulzio, V marquis de Sesto Ulteriano | Père: Giorgio Teodoro Trivulzio, IV, marquis de Sesto Ulteriano | Grand-père paternel: Alessandro Teodoro Trivulzio, III, marquis de Sesto Ulteriano                | Arrière-grand-mère paternelle: Elena Arese                                                         | Arrière-arrière-grand-mère paternelle: Regina Castelli                                                          |
| Alessandro Trivulzio, V marquis de Sesto Ulteriano | Père: Giorgio Teodoro Trivulzio, IV, marquis de Sesto Ulteriano | Grand-mère paternelle: Margherita Pertusati                                                       | Arrière-Grand-père paternel: Carlo Pertusati, comte de Castelferro                                 | Arrière-arrière-grand-père paternel: Luc Pertusati, comte de Castelferro                                        |
| Alessandro Trivulzio, V marquis de Sesto Ulteriano | Père: Giorgio Teodoro Trivulzio, IV, marquis de Sesto Ulteriano | Grand-mère paternelle: Margherita Pertusati                                                       | Arrière-Grand-père paternel: Carlo Pertusati, comte de Castelferro                                 | Arrière-arrière-grand-mère paternelle: Barbara Del Pozzo                                                        |
| Alessandro Trivulzio, V marquis de Sesto Ulteriano | Père: Giorgio Teodoro Trivulzio, IV, marquis de Sesto Ulteriano | Grand-mère paternelle: Margherita Pertusati                                                       | Arrière-grand-mère paternelle: Lucrezia Gaffuri                                                    | Arrière-arrière-grand-père paternel: Pietro Francesco Gaffuri                                                   |
| Alessandro Trivulzio, V marquis de Sesto Ulteriano | Père: Giorgio Teodoro Trivulzio, IV, marquis de Sesto Ulteriano | Grand-mère paternelle: Margherita Pertusati                                                       | Arrière-grand-mère paternelle: Lucrezia Gaffuri                                                    | Arrière-arrière-grand-mère paternelle: ?                                                                        |
| Alessandro Trivulzio, V marquis de Sesto Ulteriano | Mère: Maria Cristina Cicogna Mozzoni                            | Grand-père maternel: Carlo Giuseppe Francesco Cicogna Mozzoni, comte de Terdobbiate et de Tornaco | Arrière-grand-père maternel: Antonio Francesco Cicogna Mozzoni, comte de Terdobbiate et de Tornaco | Arrière-arrière-grand-père maternel: Antonio Carlo Domenico Cicogna Mozzoni, comte de Terdobbiate et de Tornaco |
| Alessandro Trivulzio, V marquis de Sesto Ulteriano | Mère: Maria Cristina Cicogna Mozzoni                            | Grand-père maternel: Carlo Giuseppe Francesco Cicogna Mozzoni, comte de Terdobbiate et de Tornaco | Arrière-grand-père maternel: Antonio Francesco Cicogna Mozzoni, comte de Terdobbiate et de Tornaco | Arrière-arrière-grand-mère maternelle: Ursula Maria Torriani                                                    |
| Alessandro Trivulzio, V marquis de Sesto Ulteriano | Mère: Maria Cristina Cicogna Mozzoni                            | Grand-père maternel: Carlo Giuseppe Francesco Cicogna Mozzoni, comte de Terdobbiate et de Tornaco | Arrière-grand-mère maternelle: Margherita Messerati                                                | Arrière-arrière-grand-père maternel: Jean-François Messerati, comte de Lodi Vecchio                             |
| Alessandro Trivulzio, V marquis de Sesto Ulteriano | Mère: Maria Cristina Cicogna Mozzoni                            | Grand-père maternel: Carlo Giuseppe Francesco Cicogna Mozzoni, comte de Terdobbiate et de Tornaco | Arrière-grand-mère maternelle: Margherita Messerati                                                | Arrière-arrière-grand-mère maternelle: Cristina Maria Sormani                                                   |
| Alessandro Trivulzio, V marquis de Sesto Ulteriano | Mère: Maria Cristina Cicogna Mozzoni                            | Grand-mère maternelle: Maria Leopoldina Barbara von Daun                                          | Arrière-grand-père maternel: Heinrich Reichard Lorenz von Daun                                     | Arrière-arrière-grand-père maternel: Wilhelm Johann Anton von Daun                                              |
| Alessandro Trivulzio, V marquis de Sesto Ulteriano | Mère: Maria Cristina Cicogna Mozzoni                            | Grand-mère maternelle: Maria Leopoldina Barbara von Daun                                          | Arrière-grand-père maternel: Heinrich Reichard Lorenz von Daun                                     | Arrière-arrière-grand-mère maternelle: Anna Maria Magdalena von Althann                                         |
| Alessandro Trivulzio, V marquis de Sesto Ulteriano | Mère: Maria Cristina Cicogna Mozzoni                            | Grand-mère maternelle: Maria Leopoldina Barbara von Daun                                          | Arrière-grand-mère maternelle: Maria Violante Josepha von Boymund zu Payrsperg                     | Arrière-arrière-grand-père maternel: Paris Franz von Boymund zu Payrsperg                                       |
| Alessandro Trivulzio, V marquis de Sesto Ulteriano | Mère: Maria Cristina Cicogna Mozzoni                            | Grand-mère maternelle: Maria Leopoldina Barbara von Daun                                          | Arrière-grand-mère maternelle: Maria Violante Josepha von Boymund zu Payrsperg                     | Arrière-arrière-grand-mère maternelle: Maria Catharina Barbara Nothafft von Wernberg                            |